# Vorsitz im Rat der Europäischen Union
Der Vorsitz im Rat der Europäischen Union, kurz als EU-Ratspräsidentschaft oder auch Ratspräsidentschaft bezeichnet, rotiert gemäß Art. 16 Abs. 9 EU-Vertrag nach einem gleichberechtigten Turnus zwischen den EU-Mitgliedstaaten. Alle sechs Monate wechselt die Ratspräsidentschaft zwischen den EU-Mitgliedsländern gemäß einer festgelegten Reihenfolge. Das Verfahren kann vom Europäischen Rat gemäß Art. 236 lit. b) AEU-Vertrag mit qualifizierter Mehrheit geändert werden. In diesem Wege könnte auch eine laufende Präsidentschaft vorzeitig beendet werden. Im ersten Halbjahr 2025 tagt er unter dem Vorsitz Polens; im zweiten Halbjahr tagt er unter dem Vorsitz Dänemarks.
Da der Rat der Europäischen Union in verschiedenen Zusammensetzungen tagt (etwa als Wirtschaftsministerrat, Umweltministerrat etc.), nimmt in jeder dieser Zusammensetzungen ein anderer Minister den Vorsitz ein. Einen einzelnen Ratspräsidenten gibt es im strengen Sinn also nicht. Allerdings nimmt der Rat für Allgemeine Angelegenheiten, in dem die EU-Außenminister tagen, eine koordinierende Rolle zwischen den verschiedenen Ratsformationen ein. Deshalb wird häufig der Außenminister des Landes, das den rotierenden Vorsitz einnimmt, als Ratspräsident bezeichnet.
Um trotz der regelmäßigen Vorsitzwechsel eine gewisse Kontinuität zu ermöglichen, erstellen seit 2007 jeweils drei Länder, die formal nacheinander die Ratspräsidentschaft einnehmen, ein gemeinsames „Achtzehnmonatsprogramm“. Diese Zusammenarbeit wird auch als Trio- oder Team-Präsidentschaft bezeichnet. Nach Inkrafttreten des Vertrags von Lissabon erhielt sie 2009 durch einen Beschluss des Europäischen Rates auch eine europarechtliche Grundlage.
Eine Ausnahme vom System der rotierenden Ratspräsidentschaften bildet der Rat für Auswärtige Angelegenheiten, dem seit Inkrafttreten des Vertrags von Lissabon der auf fünf Jahre gewählte Hohe Vertreter der EU für Außen- und Sicherheitspolitik vorsitzt. Seit dem 1. Dezember 2024 ist dies Kaja Kallas.
Als Folge des Austrittsvotums in Großbritannien (das ursprünglich das zweite Halbjahr 2017 den Vorsitz übernehmen sollte, doch nun verzichtete) wurde am 27. Juli 2016 ein Beschluss von den Mitgliedsländern akzeptiert, die Perioden der nachfolgend eingeteilten Länder um jeweils ein halbes Jahr vorzuverlegen. „Die EU hat nun alle Ratspräsidentschaften bis zum Jahr 2030 festgelegt.“

## Aufgaben
Die Aufgaben des Ratsvorsitzes sind:
- die Tagungen des Rates zu organisieren und zu leiten,
- bei Problemen zwischen Mitgliedstaaten oder zwischen dem Rat und anderen Unionsinstitutionen Kompromissvorschläge in Abstimmung mit den betroffenen Parteien auszuarbeiten und
- den Rat gegenüber anderen Institutionen und Organen der Union,[4] sowie gegenüber anderen internationalen Organisationen und Drittstaaten zu vertreten.

Der Ratspräsident wird bei diesen Tätigkeiten vom Generalsekretariat des Rates der Europäischen Union unterstützt.

## Trio-Präsidentschaft
Da die Ratspräsidentschaft alle sechs Monate wechselt, ist es schwierig, die langfristigen Politikaufgaben kontinuierlich zu betreuen. Daher arbeiten seit 2007 jeweils drei aufeinander folgende Ratspräsidentschaften in einer sogenannten „Trio-Präsidentschaft“ zusammen. Dies zeigt sich zum einen in der Entwicklung eines gemeinsamen Achtzehnmonatsprogramms, auf das die halbjährigen Programme der einzelnen Ratspräsidentschaften abgestimmt sind. Zum anderen kann sich der jeweilige Ratsvorsitzende bei Sitzungen auch von einem der anderen beiden Länder vertreten lassen. Die genaue Ausgestaltung der Arbeitsteilung zwischen den drei Mitgliedern der Trio-Präsidentschaft ist ihnen selbst überlassen.

### Achtzehnmonatsprogramm (Trioprogramm)
Gemäß Art. 2 Abs. 6 der Geschäftsordnung des Rates der Europäischen Union verfasst die Dreier-Präsidentschaft alle 18 Monate in enger Zusammenarbeit mit der Europäischen Kommission, dem Präsidenten des Europäischen Rates und dem Hohen Vertreter der Außen- und Sicherheitspolitik einen Programmentwurf für den gemeinsamen Trio-Zeitraum (Achtzehnmonatsprogramm des Rates oder kurz Trioprogramm). Dieses Programm gliedert sich in drei Teile, wobei im ersten Teil der strategische Rahmen des Programms in einem größeren Kontext und insbesondere unter dem Blickwinkel längerfristiger Ziele, die für die drei aufeinanderfolgenden Vorsitze relevant sind, dargelegt wird. In einem zweiten Teil findet sich eine Auflistung spezifischer Prioritäten der drei Vorsitze in jedem Politikbereich, während der dritte Teil aus einem umfassenden Programm mit den Themen besteht, die in dem Achtzehnmonatszeitraum behandelt werden sollen. Das Achtzehnmonatsprogramm wird spätestens einen Monat vor dem betreffenden Zeitraum dem Rat für Allgemeine Angelegenheiten zur Billigung vorgelegt.
Nach Art. 3 Abs. 1 der Geschäftsordnung des Rates muss das Achtzehnmonatsprogramm bei der Erstellung der Tagesordnung jeder Tagung berücksichtigt werden.

### Geschichte
Ein erstes System einer „Dreier“- oder „Troika“-Präsidentschaft wurde bereits 1981 eingeführt, nachdem insbesondere im Bereich der Europäischen Politischen Zusammenarbeit der Ratsvorsitz an politischer Bedeutung gewonnen und zugleich die Belastung für die einzelnen Regierungen zugenommen hatte. Die Präsidentschaft wurde seitdem von einem kleinen Stab von Beamten unterstützt, die von den vorhergehenden und nachfolgenden Präsidentschaften entsandt wurden. Diese Beamten blieben im Dienst ihres nationalen Außenministeriums und gehörten zum Personal ihrer Botschaft in der Hauptstadt der Präsidentschaft. Sie standen aber der Präsidentschaft zur Verfügung und arbeiteten unter ihrer Leitung. Der Präsident konnte zudem bestimmte Aufgaben seinem Nachfolger übertragen oder seinen Vorgänger bitten, Aufgaben, die bei der Übergabe der Präsidentschaft kurz vor ihrem Abschluss standen, zu beenden. Damit sollte ein reibungsloser Übergang von einer Ratspräsidentschaft zur nächsten ermöglicht werden.
Der EU-Verfassungsvertrag sah 2004 den Übergang zu einer „Triopräsidentschaft“ vor, bei der jeweils drei Mitgliedstaaten gemeinsam die Arbeiten des Vorsitzes wahrnehmen sollten. Jedes der drei Länder sollte formal weiterhin über sechs Monate den Vorsitz haben, die damit verbundenen Aufgaben aber sollen unter den drei Ländern aufgeteilt werden können. Während bei dem Troikamodell die Mitglieder der Troika sich halbjährlich veränderten, sollte die Trio-Präsidentschaft über den ganzen Zeitraum von 18 Monaten unverändert bleiben.
Obwohl der Verfassungsvertrag im Ratifikationsprozess scheiterte, wurde dieses System im Januar 2007 mit einer Veränderung der Geschäftsordnung des Rates eingeführt. Das erste Trio bildeten daher die deutsche, portugiesische und slowenische Ratspräsidentschaft in den Jahren 2007/2008. Die drei Staaten verabschiedeten im Vorfeld ihrer Ratspräsidentschaft ein gemeinsames Arbeitsprogramm, in dem sie ihre nationalen Initiativen und Schwerpunktsetzungen aufeinander abstimmten. Der Vertrag von Lissabon, der 2007 verabschiedet wurde, griff schließlich die im Verfassungsvertrag vorgesehenen Regelungen wieder auf und schuf die Möglichkeit, durch einen EU-Beschluss die Triopräsidentschaft auch formell festzuschreiben (Art. 236 AEUV). Ein entsprechender Beschluss wurde unmittelbar nach Inkrafttreten des Vertrags am 1. Dezember 2009 gefasst.

## Ratspräsidentschaften in zeitlicher Abfolge
Die folgende Tabelle zeigt die Länder, die bislang den Vorsitz im Rat der Europäischen Union wahrgenommen haben, mit ihren jeweiligen Außenministern, die den Vorsitz im Rat für Allgemeine Angelegenheiten innehatten. Nach der Einrichtung des Europäischen Rates, in dem sich seit 1974 die Staats- und Regierungschefs der EU treffen, war auch dessen Vorsitz zunächst an die Ratspräsidentschaft gekoppelt. Mit dem Vertrag von Lissabon wurde ab Dezember 2009 das Amt des ständigen Präsidenten des Europäischen Rates geschaffen, der nicht mehr der Regierung eines bestimmten Mitgliedstaates angehört.
| Vorgänger                        | Amt                                                              | Nachfolger |
| -------------------------------- | ---------------------------------------------------------------- | ---------- |
| Polnische EU-Ratspräsidentschaft | Dänische EU-Ratspräsidentschaft 1. Juli 2025 – 31. Dezember 2025 | Zypern     |

| Zyklus | Jahr | Ratspräsidentschaft    | Vorsitzender des Europäischen Rates (Regierungschef), ab 2010 ständiger Präsident | Vorsitzender des Rats für Allgemeine Angelegenheiten (Außen- bzw. Europaminister) | Internetpräsenz | Hauptartikel                                | Trio |
| ------ | ---- | ---------------------- | --------------------------------------------------------------------------------- | --------------------------------------------------------------------------------- | --------------- | ------------------------------------------- | ---- |
| 1      | 1958 | Belgien                |                                                                                   | Victor Larock                                                                     |                 |                                             |      |
| 1      | 1958 | BR Deutschland         |                                                                                   | Heinrich von Brentano                                                             |                 |                                             |      |
| 1      | 1959 | Frankreich             |                                                                                   | Maurice Couve de Murville                                                         |                 |                                             |      |
| 1      | 1959 | Italien                |                                                                                   | Giuseppe Pella                                                                    |                 |                                             |      |
| 1      | 1960 | Luxemburg              |                                                                                   | Eugène Schaus                                                                     |                 |                                             |      |
| 1      | 1960 | Niederlande            |                                                                                   | Joseph Luns                                                                       |                 |                                             |      |
| 2      | 1961 | Belgien                |                                                                                   | Paul-Henri Spaak                                                                  |                 |                                             |      |
| 2      | 1961 | BR Deutschland         |                                                                                   | Gerhard Schröder                                                                  |                 |                                             |      |
| 2      | 1962 | Frankreich             |                                                                                   | Maurice Couve de Murville                                                         |                 |                                             |      |
| 2      | 1962 | Italien                |                                                                                   | Emilio Colombo                                                                    |                 |                                             |      |
| 2      | 1963 | Luxemburg              |                                                                                   | Eugène Schaus                                                                     |                 |                                             |      |
| 2      | 1963 | Niederlande            |                                                                                   | Joseph Luns                                                                       |                 |                                             |      |
| 3      | 1964 | Belgien                |                                                                                   | Hendrik Fayat                                                                     |                 |                                             |      |
| 3      | 1964 | BR Deutschland         |                                                                                   | Gerhard Schröder                                                                  |                 |                                             |      |
| 3      | 1965 | Frankreich             |                                                                                   | Maurice Couve de Murville                                                         |                 |                                             |      |
| 3      | 1965 | Italien                |                                                                                   | Amintore Fanfani                                                                  |                 |                                             |      |
| 3      | 1966 | Luxemburg              |                                                                                   | Pierre Werner                                                                     |                 |                                             |      |
| 3      | 1966 | Niederlande            |                                                                                   | Barend Biesheuvel                                                                 |                 |                                             |      |
| 4      | 1967 | Belgien                |                                                                                   | Renaat Van Elslande                                                               |                 |                                             |      |
| 4      | 1967 | BR Deutschland         |                                                                                   | Willy Brandt                                                                      |                 |                                             |      |
| 4      | 1968 | Frankreich             |                                                                                   | Maurice Couve de Murville                                                         |                 |                                             |      |
| 4      | 1968 | Italien                |                                                                                   | Giuseppe Medici                                                                   |                 |                                             |      |
| 4      | 1969 | Luxemburg              |                                                                                   | Pierre Grégoire                                                                   |                 |                                             |      |
| 4      | 1969 | Niederlande            |                                                                                   | Joseph Luns                                                                       |                 |                                             |      |
| 5      | 1970 | Belgien                |                                                                                   | Pierre Harmel                                                                     |                 |                                             |      |
| 5      | 1970 | BR Deutschland         |                                                                                   | Walter Scheel                                                                     |                 |                                             |      |
| 5      | 1971 | Frankreich             |                                                                                   | Maurice Schumann                                                                  |                 |                                             |      |
| 5      | 1971 | Italien                |                                                                                   | Aldo Moro                                                                         |                 |                                             |      |
| 5      | 1972 | Luxemburg              |                                                                                   | Gaston Thorn                                                                      |                 |                                             |      |
| 5      | 1972 | Niederlande            |                                                                                   | Norbert Schmelzer                                                                 |                 |                                             |      |
| 6      | 1973 | Belgien                |                                                                                   | Pierre Harmel                                                                     |                 |                                             |      |
| 6      | 1973 | Dänemark               |                                                                                   | Ivar Nørgaard                                                                     |                 |                                             |      |
| 6      | 1974 | BR Deutschland         |                                                                                   | Walter Scheel                                                                     |                 |                                             |      |
| 6      | 1974 | Frankreich             |                                                                                   | Jean Sauvagnargues                                                                |                 |                                             |      |
| 6      | 1975 | Irland                 | Liam Cosgrave                                                                     | Garret FitzGerald                                                                 |                 |                                             |      |
| 6      | 1975 | Italien                | Aldo Moro                                                                         | Mariano Rumor                                                                     |                 |                                             |      |
| 6      | 1976 | Luxemburg              | Gaston Thorn                                                                      | Gaston Thorn                                                                      |                 |                                             |      |
| 6      | 1976 | Niederlande            | Joop den Uyl                                                                      | Max van der Stoel                                                                 |                 |                                             |      |
| 6      | 1977 | Vereinigtes Königreich | James Callaghan                                                                   | Anthony Crosland, später David Owen                                               |                 |                                             |      |
| 7      | 1977 | Belgien                | Leo Tindemans                                                                     | Henri Simonet                                                                     |                 |                                             |      |
| 7      | 1978 | Dänemark               | Anker Jørgensen                                                                   | Knud Børge Andersen                                                               |                 |                                             |      |
| 7      | 1978 | BR Deutschland         | Helmut Schmidt                                                                    | Hans-Dietrich Genscher                                                            |                 |                                             |      |
| 7      | 1979 | Frankreich             | Valéry Giscard d’Estaing                                                          | Jean François-Poncet                                                              |                 |                                             |      |
| 7      | 1979 | Irland                 | Jack Lynch, ab 11. Dezember Charles J. Haughey                                    | Michael O’Kennedy                                                                 |                 |                                             |      |
| 7      | 1980 | Italien                | Francesco Cossiga                                                                 | Attilio Ruffini                                                                   |                 |                                             |      |
| 7      | 1980 | Luxemburg              | Pierre Werner                                                                     | Colette Flesch                                                                    |                 |                                             |      |
| 7      | 1981 | Niederlande            | Dries van Agt                                                                     | Chris van der Klaauw                                                              |                 |                                             |      |
| 7      | 1981 | Vereinigtes Königreich | Margaret Thatcher                                                                 | Peter Carington                                                                   |                 |                                             |      |
| 8      | 1982 | Belgien                | Wilfried Martens                                                                  | Leo Tindemans                                                                     |                 |                                             |      |
| 8      | 1982 | Dänemark               | Anker Jørgensen, ab 10. September Poul Schlüter                                   | Uffe Ellemann-Jensen                                                              |                 |                                             |      |
| 8      | 1983 | BR Deutschland         | Helmut Kohl                                                                       | Hans-Dietrich Genscher                                                            |                 |                                             |      |
| 8      | 1983 | Griechenland           | Andreas Papandreou                                                                | Grigoris Varfis                                                                   |                 |                                             |      |
| 8      | 1984 | Frankreich             | François Mitterrand                                                               | Roland Dumas                                                                      |                 |                                             |      |
| 8      | 1984 | Irland                 | Garret FitzGerald                                                                 | Peter Barry                                                                       |                 |                                             |      |
| 8      | 1985 | Italien                | Bettino Craxi                                                                     | Giulio Andreotti                                                                  |                 |                                             |      |
| 8      | 1985 | Luxemburg              | Jacques Santer                                                                    | Jacques Poos                                                                      |                 |                                             |      |
| 8      | 1986 | Niederlande            | Ruud Lubbers                                                                      | Hans van den Broek                                                                |                 |                                             |      |
| 8      | 1986 | Vereinigtes Königreich | Margaret Thatcher                                                                 | Geoffrey Howe                                                                     |                 |                                             |      |
| 9      | 1987 | Belgien                | Wilfried Martens                                                                  | Leo Tindemans                                                                     |                 |                                             |      |
| 9      | 1987 | Dänemark               | Poul Schlüter                                                                     | Uffe Ellemann-Jensen                                                              |                 |                                             |      |
| 9      | 1988 | BR Deutschland         | Helmut Kohl                                                                       | Hans-Dietrich Genscher                                                            |                 |                                             |      |
| 9      | 1988 | Griechenland           | Andreas Papandreou                                                                | Theodoros Pangalos                                                                |                 |                                             |      |
| 9      | 1989 | Spanien                | Felipe González                                                                   | Francisco Fernández Ordóñez                                                       |                 |                                             |      |
| 9      | 1989 | Frankreich             | François Mitterrand                                                               | Roland Dumas                                                                      |                 |                                             |      |
| 9      | 1990 | Irland                 | Charles J. Haughey                                                                | Gerard Collins                                                                    |                 |                                             |      |
| 9      | 1990 | Italien                | Giulio Andreotti                                                                  | Gianni De Michelis                                                                |                 |                                             |      |
| 9      | 1991 | Luxemburg              | Jacques Santer                                                                    | Jacques Poos                                                                      |                 |                                             |      |
| 9      | 1991 | Niederlande            | Ruud Lubbers                                                                      | Hans van den Broek                                                                |                 |                                             |      |
| 9      | 1992 | Portugal               | Aníbal Cavaco Silva                                                               | João de Deus Pinheiro                                                             |                 |                                             |      |
| 9      | 1992 | Vereinigtes Königreich | John Major                                                                        | Douglas Hurd                                                                      |                 |                                             |      |
| 10     | 1993 | Dänemark               | Poul Schlüter, ab 25. Januar Poul Nyrup Rasmussen                                 | Uffe Ellemann-Jensen, ab 25. Januar Niels Helveg Petersen                         |                 |                                             |      |
| 10     | 1993 | Belgien                | Jean-Luc Dehaene                                                                  | Willy Claes                                                                       |                 |                                             |      |
| 10     | 1994 | Griechenland           | Andreas Papandreou                                                                | Karolos Papoulias                                                                 |                 |                                             |      |
| 10     | 1994 | Deutschland            | Helmut Kohl                                                                       | Klaus Kinkel                                                                      |                 |                                             |      |
| 10     | 1995 | Frankreich             | François Mitterrand, ab 17. Mai Jacques Chirac                                    | Alain Juppé, ab 17. Mai Hervé de Charette                                         |                 |                                             |      |
| 10     | 1995 | Spanien                | Felipe González                                                                   | Javier Solana                                                                     |                 |                                             |      |
| 10     | 1996 | Italien                | Lamberto Dini, ab 18. Mai Romano Prodi                                            | Susanna Agnelli, ab 18. Mai Lamberto Dini                                         |                 |                                             |      |
| 10     | 1996 | Irland                 | John Bruton                                                                       | Dick Spring                                                                       |                 |                                             |      |
| 10     | 1997 | Niederlande            | Wim Kok                                                                           | Hans van Mierlo                                                                   |                 |                                             |      |
| 10     | 1997 | Luxemburg              | Jean-Claude Juncker                                                               | Jacques Poos                                                                      |                 |                                             |      |
| 10     | 1998 | Vereinigtes Königreich | Tony Blair                                                                        | Robin Cook                                                                        |                 |                                             |      |
| 11     | 1998 | Österreich             | Viktor Klima                                                                      | Wolfgang Schüssel                                                                 |                 |                                             |      |
| 11     | 1999 | Deutschland            | Gerhard Schröder                                                                  | Joschka Fischer                                                                   |                 |                                             |      |
| 11     | 1999 | Finnland               | Paavo Lipponen                                                                    | Tarja Halonen                                                                     |                 |                                             |      |
| 11     | 2000 | Portugal               | António Guterres                                                                  | Jaime Gama                                                                        |                 |                                             |      |
| 11     | 2000 | Frankreich             | Lionel Jospin                                                                     | Hubert Védrine                                                                    |                 |                                             |      |
| 11     | 2001 | Schweden               | Göran Persson                                                                     | Anna Lindh                                                                        |                 |                                             |      |
| 11     | 2001 | Belgien                | Guy Verhofstadt                                                                   | Louis Michel                                                                      |                 |                                             |      |
| 11     | 2002 | Spanien                | José María Aznar                                                                  | Josep Piqué i Camps                                                               |                 |                                             |      |
| 11     | 2002 | Dänemark               | Anders Fogh Rasmussen                                                             | Per Stig Møller                                                                   |                 |                                             |      |
| 11     | 2003 | Griechenland           | Konstantinos Simitis                                                              | Giorgos Andrea Papandreou                                                         |                 |                                             |      |
| 11     | 2003 | Italien                | Silvio Berlusconi                                                                 | Franco Frattini                                                                   |                 |                                             |      |
| 11     | 2004 | Irland                 | Bertie Ahern                                                                      | Brian Cowen                                                                       |                 |                                             |      |
| 11     | 2004 | Niederlande            | Jan Peter Balkenende                                                              | Ben Bot                                                                           |                 |                                             |      |
| 11     | 2005 | Luxemburg              | Jean-Claude Juncker                                                               | Jean Asselborn                                                                    | eu2005.lu       |                                             |      |
| 11     | 2005 | Vereinigtes Königreich | Tony Blair                                                                        | Jack Straw                                                                        | eu2005.gov.uk   |                                             |      |
| 12     | 2006 | Österreich             | Wolfgang Schüssel                                                                 | Ursula Plassnik                                                                   | eu2006.at       |                                             |      |
| 12     | 2006 | Finnland               | Matti Vanhanen                                                                    | Erkki Tuomioja                                                                    | eu2006.fi       |                                             |      |
| 12     | 2007 | Deutschland            | Angela Merkel                                                                     | Frank-Walter Steinmeier                                                           | eu2007.de       | Deutsche EU-Ratspräsidentschaft 2007        | 01   |
| 12     | 2007 | Portugal               | José Sócrates                                                                     | Luís Filipe Marques Amado                                                         | eu2007.pt       | Portugiesische EU-Ratspräsidentschaft 2007  | 01   |
| 12     | 2008 | Slowenien              | Janez Janša                                                                       | Dimitrij Rupel                                                                    | eu2008.si       | Slowenische EU-Ratspräsidentschaft 2008     | 01   |
| 12     | 2008 | Frankreich             | Nicolas Sarkozy                                                                   | Bernard Kouchner                                                                  | ue2008.fr       | Französische EU-Ratspräsidentschaft 2008    | 02   |
| 12     | 2009 | Tschechien             | Mirek Topolánek, ab 9. Mai Jan Fischer                                            | Karel Schwarzenberg, ab 9. Mai Jan Kohout                                         | eu2009.cz       | Tschechische EU-Ratspräsidentschaft 2009    | 02   |
| 12     | 2009 | Schweden               | Fredrik Reinfeldt                                                                 | Carl Bildt                                                                        | se2009.eu       | Schwedische EU-Ratspräsidentschaft 2009     | 02   |
| 12     | 2010 | Spanien                | Herman Van Rompuy                                                                 | Miguel Ángel Moratinos                                                            | eu2010.es       | Spanische EU-Ratspräsidentschaft 2010       | 03   |
| 12     | 2010 | Belgien                | Herman Van Rompuy                                                                 | Steven Vanackere                                                                  | eu2010.be       | Belgische EU-Ratspräsidentschaft 2010       | 03   |
| 12     | 2011 | Ungarn                 | Herman Van Rompuy                                                                 | János Martonyi                                                                    | eu2011.hu       | Ungarische EU-Ratspräsidentschaft 2011      | 03   |
| 12     | 2011 | Polen                  | Herman Van Rompuy                                                                 | Radosław Sikorski                                                                 | pl2011.eu       | Polnische EU-Ratspräsidentschaft 2011       | 04   |
| 12     | 2012 | Dänemark               | Herman Van Rompuy                                                                 | Nicolai Wammen                                                                    | eu2012.dk       | Dänische EU-Ratspräsidentschaft 2012        | 04   |
| 12     | 2012 | Zypern                 | Herman Van Rompuy                                                                 | Erato Kozakou-Markoullis                                                          | cy2012.eu       | Zyprische EU-Ratspräsidentschaft 2012       | 04   |
| 12     | 2013 | Irland                 | Herman Van Rompuy                                                                 | Eamon Gilmore                                                                     | eu2013.ie       | Irische EU-Ratspräsidentschaft 2013         | 05   |
| 12     | 2013 | Litauen                | Herman Van Rompuy                                                                 | Linas Antanas Linkevičius                                                         | eu2013.lt       | Litauische EU-Ratspräsidentschaft 2013      | 05   |
| 12     | 2014 | Griechenland           | Herman Van Rompuy                                                                 | Evangelos Venizelos                                                               | gr2014.eu       | Griechische EU-Ratspräsidentschaft 2014     | 05   |
| 12     | 2014 | Italien                | Herman Van Rompuy                                                                 | Federica Mogherini, ab 31. Oktober Paolo Gentiloni                                | italia2014.eu   | Italienische EU-Ratspräsidentschaft 2014    | 06   |
| 12     | 2015 | Lettland               | Donald Tusk                                                                       | Edgars Rinkēvičs                                                                  | eu2015.lv       | Lettische EU-Ratspräsidentschaft 2015       | 06   |
| 12     | 2015 | Luxemburg              | Donald Tusk                                                                       | Jean Asselborn                                                                    | eu2015lu.eu     | Luxemburgische EU-Ratspräsidentschaft 2015  | 06   |
| 12     | 2016 | Niederlande            | Donald Tusk                                                                       | Bert Koenders                                                                     | eu2016.nl       | Niederländische EU-Ratspräsidentschaft 2016 | 07   |
| 12     | 2016 | Slowakei               | Donald Tusk                                                                       | Miroslav Lajčák                                                                   | eu2016.sk       | Slowakische EU-Ratspräsidentschaft 2016     | 07   |
| 12     | 2017 | Malta                  | Donald Tusk                                                                       | George Vella                                                                      | eu2017.mt       | Maltesische EU-Ratspräsidentschaft 2017     | 07   |
| 13     | 2017 | Estland 1              | Donald Tusk                                                                       | Sven Mikser                                                                       | eu2017.ee       | Estnische EU-Ratspräsidentschaft 2017       | 08   |
| 13     | 2018 | Bulgarien 1            | Donald Tusk                                                                       | Ekaterina Sachariewa                                                              | eu2018bg.bg     | Bulgarische EU-Ratspräsidentschaft 2018     | 08   |
| 13     | 2018 | Österreich 1           | Donald Tusk                                                                       | Gernot Blümel                                                                     | eu2018.at       | Österreichische EU-Ratspräsidentschaft 2018 | 08   |
| 13     | 2019 | Rumänien 1             | Donald Tusk                                                                       | Teodor Meleșcanu                                                                  | romania2019.eu  | Rumänische EU-Ratspräsidentschaft 2019      | 09   |
| 13     | 2019 | Finnland 1             | Donald Tusk                                                                       | Tytti Tuppurainen                                                                 | eu2019.fi       | Finnische EU-Ratspräsidentschaft 2019       | 09   |
| 13     | 2020 | Kroatien 1             | Charles Michel                                                                    | Gordan Grlić Radman                                                               | eu2020.hr       | Kroatische EU-Ratspräsidentschaft 2020      | 09   |
| 13     | 2020 | Deutschland 2          | Charles Michel                                                                    | Heiko Maas                                                                        | eu2020.de       | Deutsche EU-Ratspräsidentschaft 2020        | 10   |
| 13     | 2021 | Portugal 2             | Charles Michel                                                                    | Augusto Santos Silva                                                              | 2021portugal.eu | Portugiesische EU-Ratspräsidentschaft 2021  | 10   |
| 13     | 2021 | Slowenien 2            | Charles Michel                                                                    | Gašper Dovžan                                                                     | si2021.eu       | Slowenische EU-Ratspräsidentschaft 2021     | 10   |
| 13     | 2022 | Frankreich 2           | Charles Michel                                                                    | Clément Beaune                                                                    | europe2022.fr   | Französische EU-Ratspräsidentschaft 2022    | 11   |
| 13     | 2022 | Tschechien 2           | Charles Michel                                                                    | Mikuláš Bek                                                                       | eu2022.cz       | Tschechische EU-Ratspräsidentschaft 2022    | 11   |
| 13     | 2023 | Schweden 2             | Charles Michel                                                                    | Jessika Roswall                                                                   | sweden2023.eu   | Schwedische EU-Ratspräsidentschaft 2023     | 11   |
| 13     | 2023 | Spanien 2              | Charles Michel                                                                    | José Manuel Albares                                                               | eu2023.es       | Spanische EU-Ratspräsidentschaft 2023       | 12   |
| 13     | 2024 | Belgien 2              | Charles Michel                                                                    | Hadja Lahbib                                                                      | belgium2024.eu  | Belgische EU-Ratspräsidentschaft 2024       | 12   |
| 13     | 2024 | Ungarn 2               | Charles Michel                                                                    | Péter Szijjártó                                                                   | hu24eu.hu       | Ungarische EU-Ratspräsidentschaft 2024      | 12   |
| 13     | 2025 | Polen 2                | António Costa                                                                     | Radosław Sikorski                                                                 | poland2025.eu   | Polnische EU-Ratspräsidentschaft 2025       | 13   |
| 13     | 2025 | Dänemark 2             | António Costa                                                                     | Marie Bjerre                                                                      | eu2025.dk       | Dänische EU-Ratspräsidentschaft 2025        | 13   |
| 13     | 2026 | Zypern 2               | António Costa                                                                     | …                                                                                 | …               | …                                           | 13   |
| 13     | 2026 | Irland 2               | António Costa                                                                     | …                                                                                 | …               | …                                           | 14   |
| 13     | 2027 | Litauen 2              | António Costa                                                                     | …                                                                                 | …               | …                                           | 14   |
| 13     | 2027 | Griechenland 2         | …                                                                                 | …                                                                                 | …               | …                                           | 14   |
| 13     | 2028 | Italien 2              | …                                                                                 | …                                                                                 | …               | …                                           | 15   |
| 13     | 2028 | Lettland 2             | …                                                                                 | …                                                                                 | …               | …                                           | 15   |
| 13     | 2029 | Luxemburg 2            | …                                                                                 | …                                                                                 | …               | …                                           | 15   |
| 13     | 2029 | Niederlande 2          | …                                                                                 | …                                                                                 | …               | …                                           | 16   |
| 13     | 2030 | Slowakei 2             | …                                                                                 | …                                                                                 | …               | …                                           | 16   |
| 13     | 2030 | Malta 2                | …                                                                                 | …                                                                                 | …               | …                                           | 16   |

- Zyklus 1 bis 5 → EWG-6 = Belgien, BR Deutschland, Frankreich, Italien, Luxemburg, Niederlande
- Zyklus 6 bis 7 → EG-9 = EWG-6 + Dänemark, Irland, Vereinigtes Königreich
- Zyklus 8 → EG-10 = EG-9 + Griechenland
- Zyklus 9 bis 10 → EG-12 = EG-10 + Portugal, Spanien; Abbruch des 10. Zyklus, nur 11 der 12 EG-Staaten (ohne Portugal) und vorzeitiger Beginn des 11. Zyklus der EU-15 mit Österreich
- Zyklus 11 → EU-15 = EG-12 + Finnland, Österreich, Schweden
- Zyklus 12 → EU-25 = EU-15 + Estland, Lettland, Litauen, Malta, Polen, Ungarn, Slowakei, Slowenien, Tschechien, Zypern; Auslassung des Vereinigten Königreichs nach dem Votum für den EU-Austritt, dadurch vorzeitiger Beginn des 13. Zyklus. – Der 12. Zyklus deswegen ohne Estland und Beginn des 13. Zyklus mit Estland. 1
- Zyklus 13 → EU-27 = EU-25 + Bulgarien, Rumänien, Kroatien − EU-Austritt des Vereinigten Königreichs

## Parlamentarische Dimension der EU-Ratspräsidentschaft
Seit dem Jahr 2000 hat sich eine Parlamentarische Dimension der EU-Ratspräsidentschaft herausgebildet. Die nationalen Parlamentskammern gestalten die Dimension nach eigenem Ermessen aus, wobei sich die Parlamentspräsidentinnen und Parlamentspräsidenten der Europäischen Union auf eine gemeinsame Geschäftsordnung im Jahr 2000 verständigt haben. Diese wurde zuletzt während der Parlamentspräsidentenkonferenz der Europäischen Union (EU-PPK) in Stockholm im Jahr 2010 geändert. Die Parlamentarische Dimension der EU-Ratspräsidentschaft ist unabhängig von der EU-Ratspräsidentschaft. Regelmäßig wird das Abschlusskommunique auch an den Präsidenten der Europäischen Kommission versendet.

## Briefmarkenkunde
Mit dem Erstausgabetag 2. Juli 2020 gab die Deutsche Post AG anlässlich der EU-Ratspräsidentschaft der Bundesrepublik Deutschland ein Sonderpostwertzeichen im Nennwert von 80 Eurocent heraus. Der Entwurf stammt von den Grafikern Annette le Fort und André Heers aus Berlin.